# 松平康國
松平 康國（まつだいら やすくに、文久3年4月11日（1863年5月28日） - 昭和20年（1945年）1月30日）は、長崎出身の漢学者。字は子寛、天行・破天荒斎と号する。早稲田大学名誉教授。東洋文化學會理事。東洋文化研究所教頭。

## 経歴
幕府旗本の大久保忠恕の子に生まれ、交代寄合格であった旗本久松松平家（旧下総飯笹領主）の養子となった。実父忠恕は豊後守、のちに主膳正と称し、長崎奉行（在任中に出生）や京都町奉行、陸軍奉行並等に任じられ、幕末の難局に処して国事に尽瘁した。
このような気風を継承した康國は、少壮より心を国事に留め、堤正勝や重野成斎、三島中洲などの諸儒について学問文章の修行をし、大学予備門を終えてミシガン大学で数年専ら政治学を修める。帰国して読売新聞記者や主筆に推される。のち、招かれて東京専門学校で史学と漢学とを講じ、昭和18年（1943年）3月定年退職まで早稲田大学教授として上下の信頼する所となり、名誉教授となる。
この間、早稲田大学で西洋史を講じたこともあり、また傍ら新聞雑誌に筆を振るって政治上の意見を発表することもあり、名声は高まって遂に清末に李鴻章と並び称された湖広総督張之洞の聘する所となり、その政治顧問として数年支那にあり、立憲政治の創設に苦心経営した（明治39年（1906年）から清国直隷省編訳所主事、張之洞の政治顧問として二年活躍）。
大正10年（1921年）に東洋文化学会の創設、大正13年（1924年）には大東文化学院の創立に中心的存在として尽力。後に学院は辞したが、無窮會東洋文化研究所には没するまで教頭として出講した。
昭和20年（1945年）1月30日没。
康國は資性磊落、漢学者としての風貌と愛国の至情とが国士的風格を形成し、常に心を国家の事に留め、苟くも大義名分に関する事があれば、文章や弁舌をもって広くこれを天下万衆に訴えて、必ず正道に引き戻さねばやまないという風であった。明治44-45年に起きた南北朝正閏問題においても、盟友牧野謙次郎等と共に南朝正統を主張し、桂太郎総理に迫った結果、遂に政府に国定教科書を改定させるに至ったのは面目躍如たるものがある。この他にも大義名分に関し、名利に節を屈せず権威に心を乱さず、身命を賭して争った問題は頗る多い。大正・昭和を通じ、第一級の漢文章作家と評される。
著書に韓非子・史記・唐宋八家文の各国字解、天行詩文鈔（五冊）、英国史等等。